# Batalla de la carretera de la Corunya
La batalla de la carretera de la Corunya fou l'intent doble dels exèrcits franquistes d'encerclar Madrid per l'oest de la ciutat al llarg dels mesos de desembre del 1936 i gener del 1937, tot just establert el setge de la ciutat, als inicis de la Guerra Civil espanyola.

## Antecedents
A finals del mes de novembre del 1936, l'ofensiva franquista sobre Madrid havia entrat en una situació d'estancament i el front es trobava estabilitzat. Els generals colpistes cercaven tancar el cercle sobre la capital i van considerar la possibilitat d'avançar fins a la carretera de la Corunya, al nord-oest de la ciutat.

## Primera ofensiva
El 29 de novembre es va produir una primera ofensiva, a càrrec d'uns 3.000 legionaris i regulars a les ordres del general Varela, recolzats per l'artilleria, tancs i bombarders Junker 52. L'atac es va produir sobre la població de Pozuelo i va provocar la retirada de les forces republicanes que la defensaven, tot i que finalment aconseguiren estabilitzar una línia de front, amb l'ajuda de tancs T-26 soviètics.
Amb la substitució del general Mola pel general Orgaz al capdavant del front central, els franquistes rellançaren l'ofensiva el 16 de desembre, encara sota les ordres de Varela i amb uns 17.000 homes agrupats en quatre columnes sota els comandaments de García Escámez, Barrón, Sáenz de Buruaga i Monasterio. El primer objectiu fou la localitat d'estiueig de Boadilla del Monte, a uns 15 kilòmetres a l'oest de Madrid i que caigué aquella mateixa nit.
El comandament republicà mobilitzà l'XI i XII, que, amb l'ajut de tancs T-26, recuperà Boadilla, malgrat quedar l'XI Brigada aïllada a l'interior, constituint un bon objectiu per l'artilleria franquista. El dia 19 es produí una autèntica matança entre els dos exèrcits contendents i el 20 Orgaz ordenà aturar l'ofensiva i es fixaren les posicions.

## Segona ofensiva
Un cop rebuts reforços, els franquistes reprengueren l'ofensiva el dia 3 de gener del 1937. El flanc dret republicà s'enfonsà, arribant els nacionals fins a la carretera de la Corunya, però el dret resistí a Pozuelo. Això provocà una gran concentració artillera que causà un gran nombre de baixes entre els republicans i la retirada de les forces de Modesto, provinents del 5è Regiment. El general Miaja hagué de fer desarmar les tropes que fugien i apostà els homes de la XII i la Brigada de Líster als encreuaments de carreteres que portaven a Madrid.
La munició escassejava en el bàndol republicà, fins al punt que el general Miaja va fer distribuir bales de fogueig a les unitats avançades d'infanteria, pressuposant que si la tropa sentia trets (amics) als seus flancs, mantindria la posició.
Per contrarestar les forces franquistes es cridà la XIV que lluitava al front de Còrdova i se la situà al front de Las Rozas, on el 7 de gener el Batalló Thälmann es cobrí de glòria defensant la població i amb un nombre de baixes tan gran que restaren només 35 supervivents.
A mitjans de gener, amb grans pèrdues humanes per ambdós costats que podrien haver arribat a les 15.000 baixes, el front s'estabilitzà. Els franquistes havien aconseguit el tall de la carretera a l'Escorial i els republicans havien pogut evitar l'encerclament de la capital.